# Mauricio Jungk
Mauricio Ernesto Jungk Stahl (Santiago, 18 de julio de 1921 - ibídem, 26 de mayo de 1996) fue un ingeniero civil, académico y político chileno de ascendencia alemana, militante del Partido Izquierda Radical (PIR). Se desempeñó como ministro de Minería durante el gobierno del presidente socialista Salvador Allende en 1972.

## Biografía
Estudió en Colegio Alemán de Santiago y en la Universidad de Chile. Trabajó en Endesa y fue contratista del Ministerio de Obras Públicas.
Militó en el Partido Radical (PR) hasta 1971, año en el que pasó a formar parte del Partido Izquierda Radical (PIR). Ingresó al gabinete del gobierno de la Unidad Popular (UP) el 28 de enero de 1972 en reemplazo de Orlando Cantuarias. Dejó su cargo el 6 de abril, cuando su colectividad pasó a la oposición.
Tras abandonar el gobierno fue candidato a rector de la Universidad Técnica del Estado (UTE), siendo derrotado por Enrique Kirberg. Posteriormente integró la Asociación Minera Inca de Oro junto con Joaquín Lanas y el exdiputado Manuel Magalhaes, siendo miembro de la Sociedad Nacional de Minería (Sonami).
Estuvo casado con la descendiente alemana Adriana María Wiegand Koch, con quien tuvo cuatro hijos; Paulina, Adriana, María y Ricardo.